# Samuel Johnson Pugh
Pour les articles homonymes, voir Samuel Johnson (homonymie), Johnson et Pugh.
Samuel Johnson Pugh (né le 28 janvier 1850 dans le comté de Greenup au Kentucky et mort le 17 avril 1922 à Vanceburg dans ce même État) est un homme politique américain.

## Biographie
Avocat de formation, Pugh grimpe les échelons du système juridique du Kentucky jusqu'à ce qu'il atteigne la position de juge de comté en 1886. Il quitte ce poste en 1890. En 1893, il se lance en politique et est élu au Sénat du Kentucky comme membre du Parti républicain du Kentucky. Sous l'étiquette fédérale du parti, il est élu l'année suivante à la Chambre des représentants des États-Unis pour représenter le 9e district du Kentucky. Après trois mandats, il retourne à la pratique du droit à Vanceburg où il meurt un peu plus de 20 ans plus tard.

### Articles annexes
- Liste des représentants du Kentucky